# Сорокин, Андрей Анатольевич
Андрей Анатольевич Сорокин (род. 4 октября 1964, Киев) — российский геолог, член-корреспондент РАН (2019).
Специалист в области геологии Восточной Азии, геодинамики, геохимии и петрологии магматических пород.
Директор Института геологии и природопользования ДВО РАН.

## Награды
- Премия имени В. А. Обручева (совместно с В. П. Ковачом, Е. Б. Сальниковой, за 2017 год) — за цикл работ «Строение, возраст и геодинамическая эволюция континентальных массивов и складчатых поясов Восточной Азии»